# 高官寨街道
高官寨街道，是中华人民共和国山東省济南市章丘区下辖的一个乡镇级行政单位。

## 行政区划
高官寨街道下辖以下地区：
辛庄村、马庄村、和庄村、宗家村、东胡村、南孟村、中孟村 (章丘市)、北孟村、车家村、尚家村、唐头村、傅家村、相公庄村、张家村、柏家村、于家村、洛坡河村、高官寨村、马住庄村、朱家村、魏化林村、东庵村、梨珩村、崔官庄村、庞家村、王家村、杜家村、单家村、司家村、姜古庄村、孙刘李村、官庄村、罗家村、传辛村、新黄村、黄家村、石杨村、姜家村、西胡村、席家村、胡岸村、三山村、王店村、果园村、曹家村、胥家村、十东村、十西村、火石村、蒋家村、徐家寨村和南寺村。

## 人口
2010年中国第六次人口普查时，高官寨街道共有人口49512人。共有家庭15420户，平均每户3.19人。14岁以下的少年儿童共8414人，占总人口16.99%；15-64岁人口共35430人，占总人口71.55%；65岁及以上的老年人共5668人，占总人口的11.44%。男性共计24924人，占总人口50.33%；女性共计24588，占总人口49.66%。本地居住的人口中，拥有本地户籍的人口为48834人，占98.63%。